# Ifs-sur-Laizon
Ifs-sur-Laizon  est une ancienne commune française du département du Calvados, en région Normandie, intégrée à Condé-sur-Ifs depuis 1846. 

## Toponymie
Le nom de la localité est attesté sous la forme Ifs sur Lezon en 1320, Is ou Iz sur Laizon en 1586. 

### Symbolique de l'if
Cette section devrait être déplacée dans l'article Taxus#Symbolique.
Pour plus d’informations, se reporter en page de discussion. (avril 2022)
Tant les Celtes, que les Saxons, que les Vikings danois qui ont envahi la région au fil du Ier millénaire attribuaient une force sacrée aux ifs. Ces conifères d’une durée de vie pouvant être plus que millénaire symbolisaient l’immortalité. 
Lors de la christianisation à l’orée du IIe millénaire, l'église catholique va récupérer ce symbole dans les contrées où on vénérait cet arbre : « La tradition chrétienne a planté près de ces ifs, d'autres arbres : les croix… La foi chrétienne propose de greffer sur les ifs une espérance folle : Jésus, mort et ressuscité ».
Remarquons particulièrement cet if planté au XVIe siècle qui se trouve au centre du cloître de l'abbaye normande de Jumièges. Ou ces deux « ifs-chapelles » (deux oratoires installés dans leur tronc) à La Haye-de-Routot (Eure), plantés vers le VIe siècle, sous l'Empire romain, auprès duquel on construisit au XIIIe siècle l'église et le cimetière. Ou encore l’if du cimetière du Troncq (Eure), de 500 à 700 ans, où on installa une statue en pierre de la Vierge au XVIe siècle.
Au XIXe siècle, le botaniste Henri Gadeau de Kerville explique bien que les ifs et les chênes dominent la campagne normande. L'association entre l’église et l’if tient aussi à la proximité immédiate des cimetières, très fréquente comme à Saint-Pierre-Azif : on surnommait d’ailleurs ce conifère « l’if funéraire ». On trouve souvent des ifs près des églises normandes, comme pour signifier que la mort n’a pas le dernier mot. En outre, on pensait que l’if, très toxique, faisait éloigner le bétail des cimetières, tout comme les bêtes sauvages susceptibles de déterrer les cadavres.
Le déterminant locatif, le Laizon ou le Laison, est une rivière du département du Calvados.

## Histoire
En 1846, Condé-sur-Laizon (444 habitants en 1836) absorbe Ifs-sur-Laizon (168 habitants). La commune ainsi créée prend le nom de Condé-sur-Ifs.

## Démographie
| 1793 | 1800 | 1806 | 1821 | 1831 | 1836 |
| ---- | ---- | ---- | ---- | ---- | ---- |
| 130  | 83   | 148  | 141  | 153  | 168  |